# Schergeschwindigkeit
Die Schergeschwindigkeit (ältere, nicht DIN-konforme Bezeichnungen: Schergefälle, Scherrate, Geschwindigkeitsgefälle, Symbol {\displaystyle {\dot {\gamma }}} (Gamma punkt); früher: D, Dimension T−1
) ist ein Begriff aus der Kinematik, der bei Flüssigkeiten die räumliche Veränderung der Flussgeschwindigkeit bezeichnet. Da in realen Flüssigkeiten Reibungskräfte vorhanden sind, bedeutet eine Scherung eines Fluids genauso wie bei einem Festkörper eine Übertragung von Kraft. In der Rheologie dient die Schergeschwindigkeit als Maß für die mechanische Belastung, der eine Probe bei einer rheologischen Messung unterworfen wird.

## Messung der Viskosität

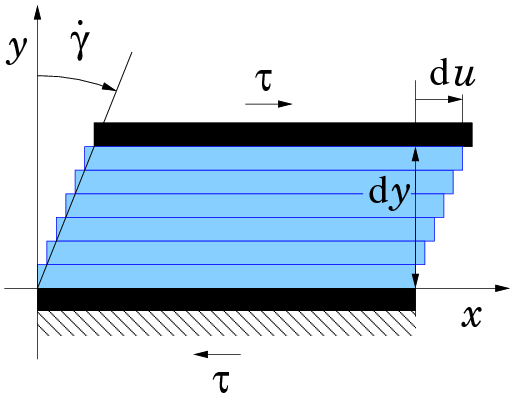
Schichtströmung (blau) zwischen zwei Platten (schwarz)

Die Schergeschwindigkeit wird in der Rheologie zur Definition der Viskosität η verwendet, die der Proportionalitätsfaktor zwischen Schubspannung {\displaystyle \tau } und Schergeschwindigkeit ist: {\displaystyle \tau =\eta {\dot {\gamma }}}. Betrachtet wird eine Schichtenströmung zwischen zwei Platten wie im Bild. Die Schergeschwindigkeit berechnet sich dann aus dem Verhältnis zwischen dem Geschwindigkeitsunterschied {\displaystyle \mathrm {d} u} zweier benachbarter Flüssigkeitsschichten und deren Abstand {\displaystyle \mathrm {d} y}:
{\displaystyle {\dot {\gamma }}={\frac {\mathrm {d} u}{\mathrm {d} y}}\,.}
Bei kleinem Abstand der Platten kann eine über die Höhe lineare Geschwindigkeitsverteilung wie im Bild angenommen werden und die Schergeschwindigkeit ist die Geschwindigkeit der oberen Platte dividiert durch den Abstand der Platten. Im Grenzübergang {\displaystyle \mathrm {d} y\to 0} entsteht die Ableitung der Geschwindigkeit u nach der Koordinate y.
In komplizierteren Strömungen kann eine Scherung auch durch eine Änderung der vertikalen Geschwindigkeitskomponente v in horizontaler x-Richtung erfolgen. Weil beide Richtungen gleichberechtigt sind, bietet sich die Verallgemeinerung
{\displaystyle {\dot {\gamma }}={\frac {\mathrm {d} u}{\mathrm {d} y}}+{\frac {\mathrm {d} v}{\mathrm {d} x}}}
an. Bei der Schichtströmung hier kann freilich der zweite Term mit der Geschwindigkeit v senkrecht zu den Platten vernachlässigt werden. In axialsymmetrischen Strömungen wird vorteilhaft ein Zylinder- oder Kugelkoordinatensystem zugrunde gelegt, in dem dann die Radialgeschwindigkeit an den Wänden verschwindet.

## Allgemeine Definition
Mathematisch ausgedrückt bestimmt sich die Schergeschwindigkeit aus den Komponenten des Geschwindigkeitsgradienten, der ein Tensor zweiter Stufe ist:
{\displaystyle \operatorname {grad} {\vec {v}}={\begin{pmatrix}{\frac {\partial v_{x}}{\partial x}}&{\frac {\partial v_{x}}{\partial y}}&{\frac {\partial v_{x}}{\partial z}}\\{\frac {\partial v_{y}}{\partial x}}&{\frac {\partial v_{y}}{\partial y}}&{\frac {\partial v_{y}}{\partial z}}\\{\frac {\partial v_{z}}{\partial x}}&{\frac {\partial v_{z}}{\partial y}}&{\frac {\partial v_{z}}{\partial z}}\end{pmatrix}}\,.}
Die Geschwindigkeitsanteile {\displaystyle v_{x,y,z}} beziehen sich auf ein kartesisches Koordinatensystem mit den Koordinaten x, y und z. Die Schergeschwindigkeit berechnet sich mit dem symmetrischen Anteil des Gradienten, dem Verzerrungsgeschwindigkeitstensor
{\displaystyle \mathbf {D} :={\frac {1}{2}}[\operatorname {grad} {\vec {v}}+(\operatorname {grad} {\vec {v}})^{\top }]={\frac {1}{2}}{\begin{pmatrix}2{\frac {\partial v_{x}}{\partial x}}&{\frac {\partial v_{x}}{\partial y}}+{\frac {\partial v_{y}}{\partial x}}&{\frac {\partial v_{x}}{\partial z}}+{\frac {\partial v_{z}}{\partial x}}\\&2{\frac {\partial v_{y}}{\partial y}}&{\frac {\partial v_{y}}{\partial z}}+{\frac {\partial v_{z}}{\partial y}}\\{\text{sym.}}&&2{\frac {\partial v_{z}}{\partial z}}\end{pmatrix}}\,,}
Das Superskript {\displaystyle \top } steht für die transponierte Matrix. In der Kontinuumsmechanik wird auch das kleine d als Bezeichnung benutzt, weil dieser Tensor in Euler'scher Betrachtungsweise formuliert ist. Die Schergeschwindigkeit in einer Ebene, die von zwei zueinander senkrechten Vektoren {\displaystyle {\hat {g}}_{1,2}} der Länge eins aufgespannt wird, ergibt sich dann aus dem Produkt
{\displaystyle {\dot {\gamma }}=2{\hat {g}}_{2}\cdot \mathbf {D} \cdot {\hat {g}}_{1}\,.}
Bei der Schichtströmung oben sind die Vektoren {\displaystyle {\hat {g}}_{1,2}} parallel zur x- bzw. y-Richtung und es ergibt sich, wenn die Strömung wie im Bild in x-Richtung und in der x-y-Ebene stattfindet
{\displaystyle {\dot {\gamma }}=2{\begin{pmatrix}0\\1\end{pmatrix}}\cdot {\frac {1}{2}}{\begin{pmatrix}2{\frac {\partial v_{x}}{\partial x}}&{\frac {\partial v_{x}}{\partial y}}+{\frac {\partial v_{y}}{\partial x}}\\{\frac {\partial v_{x}}{\partial y}}+{\frac {\partial v_{y}}{\partial x}}&2{\frac {\partial v_{y}}{\partial y}}\end{pmatrix}}\cdot {\begin{pmatrix}1\\0\end{pmatrix}}={\begin{pmatrix}0\\1\end{pmatrix}}\cdot {\begin{pmatrix}2{\frac {\partial v_{x}}{\partial x}}\\{\frac {\partial v_{x}}{\partial y}}+{\frac {\partial v_{y}}{\partial x}}\end{pmatrix}}={\frac {\partial v_{x}}{\partial y}}+{\frac {\partial v_{y}}{\partial x}}={\frac {\partial v_{x}}{\partial y}}\,,}
denn der Term mit der Geschwindigkeit {\displaystyle v_{y}} senkrecht zu den Platten kann, wie bereits erwähnt, vernachlässigt werden.